# 11-Zoll-Kanone M1867
Die 11-Zoll-Kanone M1867 (russisch: 11-дюймовая пушка обр. 1867 г, nach Umstellung auf das metrische System: 280-мм орудие обр. 1867 г.) war ein Geschütz im Russischen Kaiserreich. Es wurde als Schiffsgeschütz und in der Küstenverteidigung eingesetzt.

## Geschichte
Bis zum Jahr 1868 waren in der schweren russischen Artillerie nur 8- und 9-zöllige Kanonen vertreten. Aufgrund vieler Versuche konnte nachgewiesen werden, dass die 8-zöllige Kanone mit gutem Erfolg gegen Schiffe mit einer Panzerung von 4½ Zoll bis zu einer Entfernung von etwa 1700 Metern wirken konnte. Auf dieselbe Entfernung konnte die 9-zöllige Kanone Schiffen mit einem 6-zölligen Panzer noch große Schäden zufügen. Auf eine Entfernung von etwa 640 Metern konnte die 9-zöllige Kanone noch eine Schiffswand mit einer 8-zölligen Panzerung durchschlagen. Für den Kampf mit Schiffen mit 8- und 9-zölliger Panzerung auf größere Entfernungen hatte die 9-zöllige keine ausreichende Wirkung. 
Aufgrund dieser Erkenntnisse sah sich die russische Regierung genötigt, eine noch stärkere Kanone zu beschaffen, und so kam es zur Projektierung einer 11-zölligen Kanone. Als erste Probekanone wurde bei der Firma Krupp hierfür ein 11-zölliger gussstählerner Vorderlader mit Ringverstärkungen bestellt. Im Laufe der Fertigung diesen Rohres wurde dieses, nach den Erfahrungen, welche man zwischenzeitlich in Russland mit den gezogenen 8- und 9-zölligen Krupp’schen Hinterladern gemacht hatte, gleichfalls in einen Hinterlader geändert. 
Nach der Fertigstellung wurde dieses Rohr in Essen in einem Dauerversuch mit 400 Schuss erprobt. Nach dem Abschluss dieses Versuches wurde das Rohr nach Russland transportiert und hier auf dem Wolkower Schießplatz bei St. Petersburg einem weiteren Schießversuch gegen ein Muster der Panzerwand des englischen Schlachtschiffes „Herkules“ unterworfen. Die Schießversuche wurden mit ungeladenen Krupp’schen Gussstahlgranaten mit einem Gewicht von 225 kg durchgeführt. Geschossen wurde mit einer Ladung von 37,5 kg prismatischen Pulver. Als Ergebnis dieser Schießversuche wurde festgestellt, dass auf eine Entfernung von ca. 1175 Meter gute 11-zöllige Stahlgeschosse einen Panzerschild von der Festigkeit des Herkules, bestückt mit schmiedeeisernen Platten bester Qualität durchschlagen können.
Als Folge dieser Ergebnisse wurden 1869 von Russland 76 11-zöllige Kanonen bei der Fa. Krupp bestellt. Aus dieser Bestellung wurden die Kanonen mit den Seriennummern 73, 74, 75 und 77 im August 1871 geliefert, zwei dieser Geschütze (73 und 74) wurden auf dem russischen Panzerschiff Nowgorod (Новгород) installiert. Die Hauptverwaltung der Artillerie übergab der Marine ein weiteres Geschütz (Nr. 4) zur Erprobung von Granaten mit Führungsringen aus Kupfer. Über den Rest der Bestellung ist nichts bekannt.
Die erste in Russland gefertigte Kanone dieses Typs wurde in den Obuchow-Werken in St. Petersburg Anfang 1872 gegossen und 1873 fertiggestellt. Die Erprobung der Waffe fand noch im gleichen Jahr auf einem speziell erbauten Prüfstand statt. Nach dem Abschluss der Erprobung wurde das Kanonenboot Jorsch (Ёрш) der Doschd-Klasse (Дождь) mit diesem Geschütz bewaffnet. Nach diesem Muster produzierten die Obuchow-Werke weitere acht Waffen, mit denen die Turmfregatten der Admiral-Klasse der Kaiserlich-Russischen Marine ausgerüstet wurden.
Im Jahr 1881 wurde die Kanone Nr. 269 von der Fregatte Admiral Tschitschagow (Адмирал Чичагов) abgebaut und in die Obuchow-Werke verbracht. Sie sollte zu einer 11-Zoll-Kanone M1877 umgebaut werden. Gleichzeitig wurde beschlossen, auch die von Krupp gebauten Kanonen Nr. 75 und 76 nach dem neuen Muster umzubauen.

## Auf Schiffen
Da die Waffen in Hinsicht und Reichweite und Durchschlagsleistung schon nach kurzer Zeit den gestiegenen Anforderungen nicht mehr genügten, wurden sie nicht in großer Stückzahl gebaut und auf den im aktiven Dienst befindlichen Schiffen bald ersetzt. Im Einzelnen wurden folgende Schiffe mit dem Geschütz ausgestattet:
- das Panzerschiff Nowgorod (Новгород) (2 Kanonen)
- das Kanonenboot Jorsch (Ёрш) (Stapellauf 1874) (eine Kanone)
- die Fregatte Admiral Tschitschagow (Адмирал Чичагов) (Umbewaffnung 1874, später durch Modell 1877 ersetzt) (2 Kanonen)
- die Fregatte Admiral Lasarew (Адмирал Лазарев) (Umbewaffnung 1876/77, später durch Modell 1877 ersetzt) (3 Kanonen)
- die Fregatte Admiral Greig (Адмирал Грейг) (Umbewaffnung 1875, später durch Modell 1877 ersetzt) (3 Kanonen)
- die Fregatte Admiral Spiridow (Адмирал Спиридов) (Umbewaffnung 1874, 2 Kanonen)

Für das Jahr 1902 ist folgende Ausrüstung angegeben:
- Fregatte Admiral Spiridow: 2 (ursprünglich Krupp)
- Panzerschiff Nowgorod: 2
- Kanonenboot Wichr: eine
- Kanonenboot Grosa: eine (eingelagert)

## Konstruktion

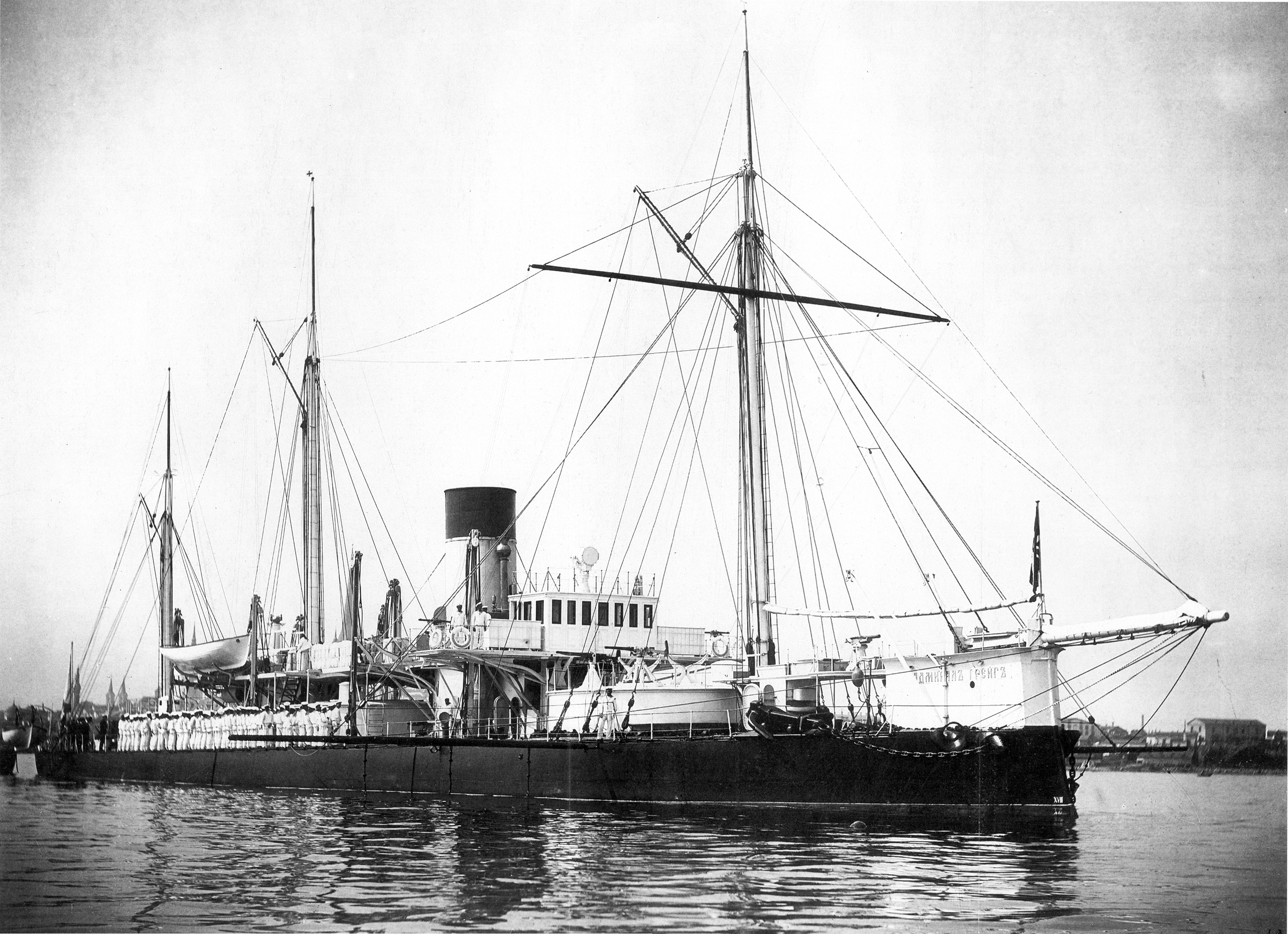
Fregatte Admiral Greig

Das Geschütz bestand aus einem Seelenrohr, das mit drei Lagen von Mantelringen, insgesamt 23 Stück, verstärkt war. Die Waffe war insgesamt 5,588 m lang, das entspricht einer Länge von 20 Kalibern. Zur Unterscheidung von nachfolgenden Typen gleichen Kalibers wird die Kanone in der Literatur daher auch als 280/20 mm Kanone bezeichnet. Der verstärkte Teil des Rohres war 2,642 m lang, der mit Zügen versehene Teil des Rohres 3,480 m. Das Rohr besaß insgesamt 36 Züge mit einer Tiefe von 3,3 mm. Zum Einsatz kam der verbesserte zylindro-prismatischer Rundkeilverschluss C/1868 der Fa. Krupp. Hierbei wurde zur besseren Pulververbrennung die Zündung durch den Keil vorgenommen. Die Liderung erfolgte mit dem Broadwellring. Der Verschluss wog allein ca. 1000 kg, das Gesamtgewicht der Waffe mit Verschluss, aber ohne Lafette betrug ca. 26.000 kg. Die in den Obuchow-Werken hergestellten Waffen unterschieden sich durch Anzahl, Lage und Befestigung des Verstärkungsringe. Das Gewicht dieser Waffen mit Verschluss lag bei 28.698 kg.
Für das Geschütz kamen Geschosse mit einer Länge von 2,5 Kalibern (ca. 700 mm) zum Einsatz. Diese Granaten besaßen einen Bleimantel. Der Bleimantel war notwendig, um das Geschoss im Rohr der Kanone gasdicht führen zu können. Das Geschoss aus gewöhnlichem Gusseisen hatte ein Gewicht von 222 kg, davon entfielen 7,45 kg auf den Sprengstoff in der Granate. Granaten aus Hartguss hatten ein Gewicht von 225,2 kg, davon entfielen 3,28 kg auf die Sprengladung aus Schwarzpulver. Am 24. November 1876 wurde auch eine Kartätschengranate eingeführt. Sie wog 98,28 kg und war mit 95 Kugeln mit einem Durchmesser von jeweils 55,4 mm gefüllt. Dabei hatte eine Kugel ein Gewicht von 0,836 kg, die Granate selbst war mit 18,02 kg Schwarzpulver gefüllt. Für die von Krupp gefertigten Kanonen kam eine Treibladung aus prismatischem Pulver mit einem Gewicht von 36,4–37,5 kg zum Einsatz. Bei einer Mündungsgeschwindigkeit von 392 m/s wurde eine Reichweite von 3704 m bei einer Rohrerhöhung von +9,5° erreicht. Für die in den Obuchow-Werken gefertigten Geschütze fand eine stärke Treibladung mit einem Gewicht von 41 kg Verwendung, die Mündungsgeschwindigkeit stieg auf 404 m/s.
Auf den Fregatten wurden die Geschütze in jeweils zwei bzw. drei Einzeltürmen aufgestellt. Die Lafette war nach dem von Generalleutnant F. W. Pestitsch (Ф. В. Пестич), dem Chef der Artillerieabteilung des Kriegshafens Kronstadt, entwickelten System konstruiert und wurde ebenfalls von den Obuchow-Werken für die Admiral Spiridow sowie vom Golubew-Werk für die anderen drei Fregatten hergestellt. Nach der Höhe wurden die Waffen durch Anheben bzw. Absenken des Pivotzapfens grob gerichtet. Die Waffe stand dabei auf einer geneigten Plattform, die wiederum auf der eigentlichen Drehscheibe stand. Der Pivotzapfen wurde dabei durch einen Antrieb mittels einer hydraulischen Presse nach oben bzw. unten verschoben. Das genaue Richten nach der Höhe erfolgte manuell durch einen herkömmlichen Richtantrieb.
Der Schildzapfen konnte drei Positionen einnehmen, der Abstand zwischen mittlerer und unterer Position betrug dabei 330 mm. Auf der Admiral Spiridow wurde der Schildzapfen mittels hydraulischer Pumpen bewegt, dabei betrug die Zeit für das Richten 3,5 Minuten. Wegen dieser unbefriedigenden Richtgeschwindigkeit ging man später bei der Pjotr Weliki zu dampfgetriebenen Pumpen über. Je nach Position des Schildzapfens lag der Richtbereich zwischen −3° und +6° (obere Position), 0° bis +9° (mittlere Position) bzw. +6°und +13° (untere Position). Effektive Rohrbremsen standen zur damaligen Zeit nicht zur Verfügung. Der Rückstoß wurde durch das Zurücklaufen der Waffe auf der um 5° zur Waffe geneigten Plattform erreicht, dabei lief die Waffe maximal 1,333 m zurück und der Neigung der Plattform folgend nach oben, was die Waffe abbremste. Diese Konstruktion erforderte einen bestimmten Winkel zwischen der Seelenachse des Rohres und der Plattform, auf der die Waffe lief. War der Winkel zu klein, wurde die Waffe nicht ausreichend abgebremst, war er zu groß, wirkten unzulässig große Kräfte senkrecht auf die Plattform ein. Prinzipbedingt war damit der Höhenrichtbereich derartig konstruierter Waffen begrenzt. Pestitsch löste das Problem, indem er über das Heben und Senken des Pivotzapfens den Höhenrichtbereich vergrößerte. Da die Unterlafette als Drehscheibenlafette konstruiert war, war der Pivotzapfen frei von radialen Kräften. Die Waffe rollte auf der geneigten Plattform selbstständig in die Schussposition zurück. Eine hydraulisch arbeitende Rohrbremse war vorhanden, kam aber nur zum Einsatz, wenn der selbstbremsende Rücklauf aufgrund der Kränkung des Schiffes nicht möglich war. Sie bestand aus zwei Zylindern, die im Bedarfsfall den Rücklauf abbremsten, und zwei Zylindern zum Abbremsen des Rohrvorlaufes. Die Zylinderpaare waren über Rohrleitungen miteinander verbunden. Mit Hilfe dieser Zylinder konnte die Waffe auch auf der Plattform verschoben werden, dabei arbeiten die Zylinder hydraulisch. Wenn sie als Rohrbremse wirkten, wurde die Hydraulikflüssigkeit abgelassen, die in den Zylindern komprimierte Luft dämpfte dann den Rück- bzw. Vorlauf der Waffe. Die hydraulische Handpumpe für das Heben und Senken des Pivotzapfens befand sich im Turm. Die Konstruktion arbeitete ähnlich einer Vavasseur-Gleitbahn. Grundsätzlich ermöglichte diese Konstruktion einen großen Höhenrichtbereich bei Beherrschung des Rohrrücklaufes, sie war jedoch kompliziert und schwer, auch die Richtgeschwindigkeit konnte nicht zufriedenstellen. Die Seitenrichtmaschine wurde durch eine Hilfsdampfmaschine angetrieben. Das Gewicht der Lafette betrug 6,405 t.
Auf dem Panzerschiff Nowgorod kamen zwei der Geschütze in einer gemeinsamen Barbette zur Aufstellung. Dabei stand jede Kanone auf einer Lafette von Typ Pestitsch, die in den Obuchow-Werken hergestellt wurden. Die Lafetten ermöglichten in gewissen Grenzen ein voneinander unabhängiges Schwenken der Waffen. Der Innendurchmesser der Barbette lag bei 8,23 m bei einer Höhe von 2,9 m. Die Panzerung war 229 mm stark. Der Rückstoß der Waffe wurde durch eine 6° geneigte Plattform aufgefangen, auf der die Waffe nach der Abgabe des Schusses nach hinten glitt. Zusätzlich wurde der Rückstoß noch durch einen Puffer gedämpft. Im Gegensatz zu der auf den Fregatten verwendeten Konstruktion war hier ein Anheben bzw. Absenken des zentralen Pivotzapfens nicht möglich. Für jede Waffe war ein eigener Ladekran vorhanden. Der Höhenrichtbereich lag zwischen −4° und +15°, der Seitenrichtbereich bei 360°, dabei konnten die beiden Geschützplattformen gegeneinander um 95° verdreht werden. Für eine volle Schwenkung um 360° wurde eine Zeit von vier Minuten benötigt.
Auf dem Kanonenboot Jorsch (Ёрш) kam eine von Popow konstruierte Verschwindlafette zum Einsatz. Die Lafette wurde 1874 der Marinetechnischen Kommission vorgelegt und ohne Änderungen bestätigt. Hergestellt wurde die Lafette von den Obuchow-Werken. Zum Nachladen lag die Waffe unterhalb des Decks. Durch eine Hilfsdampfmaschine wurden über zwei Wellen vier Gewindespindeln bewegt, die die Plattform mit der Waffe zum Schuss anhoben. Auf der Plattform stand die Waffe auf einer um 4,5° geneigten, 2,235 m langen Gleitbahn. Der Rückstoß wurde durch die Bewegung der Kanone auf dieser Gleitbahn kompensiert. Zusätzlich wurde der Rohrrücklauf durch eine pneumatische Rohrbremse gedämpft. Die Plattform war auf einem Zapfen drehbar gelagert und ermöglichte so ein seitliches Richten. Dabei wurde die Plattform über Seilzüge gedreht, als Antriebsquelle diente die Hilfsdampfmaschine. Im Oktober 1874 wurde die Konstruktion im scharfen Schuss erprobt, die Versuche verliefen insgesamt zufriedenstellend. Der Höhenrichtbereich lag zwischen −2° und +10°, der Seitenrichtbereich bei 17°. Der Rohrrücklauf betrug normalerweise bei 1,422 m, maximal waren 2,133 m möglich. Dabei hatte die Plattform eine Länge von insgesamt 5,486 m. Das Gewicht der Lafette mit Waffe lag bei ungefähr 40 t.